# Port Kennedy
Port Kennedy är en del av en befolkad plats i Australien. Den ligger i kommunen Rockingham och delstaten Western Australia, omkring 48 kilometer söder om delstatshuvudstaden Perth. Antalet invånare är 12 816.
Runt Port Kennedy är det ganska tätbefolkat, med 104 invånare per kvadratkilometer.. Närmaste större samhälle är Rockingham, omkring 11 kilometer norr om Port Kennedy. 
Trakten runt Port Kennedy består till största delen av jordbruksmark. Genomsnittlig årsnederbörd är 1 018 millimeter. Den regnigaste månaden är maj, med i genomsnitt 176 mm nederbörd, och den torraste är februari, med 9 mm nederbörd.